# Đuričina pećina
Đuričina pećina se nalazi u blizini Bijambarske pećine između naselja Krivajevići i Nišići, općina Ilijaš.
Ova pećina je zanimljiva zbog toga što se nalazi u uvali do koje se dolazi prolaskom ispod kamenog svoda koji je visok 1,5 metar. Pećina ima lijevi i desni krak dug 25 metara s puno manjih otvora za koje se smatra da povezuju Đuričinu i Bijambarsku pećinu.
Geomorfološki je spomenik prirode.